# Pina Mandolfo
Pina Mandolfo (Belpasso, ...) è una sceneggiatrice, scrittrice e regista italiana.

## Biografia
Vive tra Catania, Palermo e Villasmundo. Si è laureata in Lingue e Letterature straniere all'Università di Catania nel 1975, oltre ad essere stata allieva dell'americanista Marisa Bulgheroni. L'incontro col femminismo, nel 1976, segna una svolta nella sua vita e ne condizionerà le future produzioni artistiche. Dopo una parentesi lavorativa nella pubblica istruzione, dal 2010 si occupa esclusivamente di scrittura narrativa e saggistica, di attività cinematografica e giornalistica. Nel 1995 è tra le socie fondatrici della "Società Italiana delle Letterate". Ha seguito l'attività cinematografica di Margarethe von Trotta, fin dal suo esordio. È autrice di svariati scritti per le riviste Lapis, Noi donne, Il paese delle donne e il quotidiano La Sicilia, oltre ad essere collaboratrice di Letterate Magazine e Leggendaria. 
Nel 1996 esce in libreria Desiderio, successo editoriale tradotto e pubblicato in Italia, Germania e Svizzera. Nel 2008 cura soggetto e sceneggiatura del successo cinematografico Viola di mare.
Con Maria Grazia Lo Cicero ha curato la regia di film e documentari: Correva l'anno, Orizzonti mediterranei - Storie di migrazione e di violenze, Oltre il silenzio - Donne in rete contro la violenza e Sicilia questa sconosciuta.
Nel 2023 ritorna alla letteratura con la pubblicazione de Lo Scandalo della felicita'. Storia della Principessa Valdina di Palermo.

## Pubblicazioni
- Desiderio, La Tartaruga, 1996.[8] (Das Begehren. Roman, Piper Verlag)
- Lo scandalo della felicità. Storia della principessa Valdina di Palermo, Vanda Edizioni, 2023.[9][10][11]

## Racconti
- Il sud delle donne, le donne del sud (nel volume collettaneo dal titolo Cartografie dell'immaginario), Ed. Sossella, Roma, 2000
- Una necessità chiamata famiglia, Leggendaria, 2001
- Racconto di fine anno, (nel volume collettaneo dal titolo Principesse Azzurre), Ed. Mondadori, 2004[12]
- La felicità delle narrazioni, (in Lingua bene comune) Ed. Città aperta, 2006
- Amori al cinema: donne oggetto dell'immagine filmica (nel volume collettaneo Riscritture d'amore) Ed. Iacobelli, Roma, 2011[13]

## Filmografia

### Regista
- Correva l'anno, co-regia con Maria Grazia Lo Cicero (2008)
- Orizzonti mediterranei - Storie di migrazione e di violenze, co-regia con Maria Grazia Lo Cicero - documentario (2014)
- Oltre il silenzio - Donne in rete contro la violenza, co-regia con Maria Grazia Lo Cicero - documentario (2015)
- Sicilia questa sconosciuta, co-regia con Maria Grazia Lo Cicero e Orazio Aloi - documentario (2019)

### Sceneggiatrice
- Viola di mare, regia di Donatella Maiorca (2008)

### Attrice
- L'antigattopardo - Catania racconta Goliarda Sapienza, regia di Alessandro Aiello e Giuseppe Di Maio - documentario (2012)